# 萨普里萨体育俱乐部
萨普里萨体育俱乐部（西班牙語：Deportivo Saprissa）是一家位于哥斯达黎加首都足球俱乐部，目前是哥斯达黎加足球甲级联赛的参赛球队。
截至2024年上半年，俱乐部已获得40次哥斯達黎加足球甲級聯賽冠军。它也是中北美洲及加勒比地区最成功的球队之一，曾于1993年、1995年和2005年三次赢得中北美洲及加勒比海足協冠軍盃，于1972年、1973年、1978年、1998年和2003年五次赢得UNCAF國際足球俱樂部盃。
2005年11月，球队在国际足联俱乐部世界杯中代表中北美洲及加勒比地区出赛，最终取得季军。

## 榮譽
- 哥斯達黎加足球甲級聯賽

 冠軍（40次）：1952年、1953年、1957年、1962年、1964年、1965年、1967年、1968年、1969年、1972年、1973年、1974年、1975年、1976年、1977年、1982年、1988年、1989年、1993-94年、1994-95賽季、1997-98賽季、1998-99賽季、2003-04賽季、2005-06賽季、2006-07賽季、2007年冬季、2008年春季、2008年冬季、2010年春季、2014年春季、2014年冬季、2015年冬季、2016年冬季、2018年閉幕賽季、2020年閉幕賽季、2021年閉幕賽季、2022年開幕賽季、2023年閉幕賽季、2023年開幕賽季、2024年閉幕賽季
 亞軍（18次）：1950年、1955年、1958年、1959年、1961年、1963年、1966年、1970年、1971年、1984年、1991年、1992年、1996-97賽季、2017年春季賽季、2018年開幕賽季、2019年開幕賽季、2021年開幕賽季
- 哥斯達黎加短期錦標賽

 冠軍（8次）：1997-98閉幕賽季、1998-99開幕賽季、1998-99閉幕賽季、2003-04開幕賽季、2005-06開幕賽季、2005-06閉幕賽季、2006-07開幕賽季、2006-07閉幕賽季
 亞軍（2次）：1999-00賽季、2002-03賽季
- 哥斯達黎加盃（英语：Costa Rican Cup）

 冠軍（7次）：1950年、1956年、1960年、1963年、1970年、1972年、2013年
 亞軍（7次）：1953年、1954年、1961年、1963年、1967年、2014年，2023年
- 哥斯達黎加超級盃（英语：Supercopa de Costa Rica）

 冠軍（4次）：1963年、1976年、2021年，2023年
 亞軍（1次）：2020年
- 哥斯達黎加足球乙級聯賽：1次

 冠軍：1948年
- 哥斯達黎加足球丙級聯賽：1次

 冠軍：1947年

### 国际赛场
萨普里萨赢得过10个国际赛事头衔：
- 中北美洲及加勒比海聯賽冠軍盃：1993、1995、2005
- 中北美洲及加勒比海聯賽：2019
- UNCAF國際足球俱樂部盃：1972、1973、1978、1998、2003
- 中北美洲及加勒比海足球總會公平競賽獎：1970